# Колосов, Евгений Геннадьевич
Евгений Геннадьевич Колосов (род. 28 февраля 1973) — российский хоккеист с мячом, полузащитник.

### Биография
- В команде Енисей (Красноярск) выступал в сезонах 1991/1992-1992/1993, 1999-2000 (кубокРоссии), 2006/2007.
- В команде Ракета (Казань) выступал в сезонах 1999/2000-2002/2003.
- В команде Сибскана и Сибскана-Энергия (Иркутск) выступал в сезонах 2002/2003 и 2004/2005.
- В команде Зоркий (Красногорск) выступал в сезоне 2003/2004.
- В команде СКА-Забайкалец (Чита) выступал в сезоне 2005/2006.
- В команде Лесохимик (Усть-Илимск) выступал в сезонах 2007/2008, 2008/2009 (кубок России).
- В играх чемпионата России провел 436 игр, забил 252 мяча и сделал 41 голевую передачу.
- В 142 кубковых играх забил 113 мячей и сделал 17 голевых передач.

### Достижения
Серебряный призёр чемпионата России -1999.

 Бронзовый призёр чемпионата России - 2004.

 Обладатель кубка России - 1997, 1998, 1999.

 Финалист кубка России 2002.

 Третий призёр Кубка России - 2000, 2005.

 Второй призёр Международного турнира на Приз правительства России в составе сборной Татарстана - 2000.

 Обладатель Кубка Стокгольма - 1995.

 Финалист Кубка мира - 2000.

 Третий призёр чемпионата России по мини-хоккею с мячом - 2001.

### Статистика выступлений в чемпионатах СНГ, России
| Сезон     | Клуб                       | И      | М      | П     | О      | Ш        |
| --------- | -------------------------- | ------ | ------ | ----- | ------ | -------- |
| 1991/1992 | Енисей (Красноярск)        | 27     | 1      |       | 1      | 0        |
| 1992/1993 | Енисей (Красноярск)        | 20     | 7      |       | 7      | 25       |
| 1993/1994 | Енисей (Красноярск)        | 28     | 23     |       | 23     | 25       |
| 1994/1995 | Енисей (Красноярск)        | 24     | 9      |       | 9      | 20       |
| 1995/1996 | Енисей (Красноярск)        | 27     | 6      |       | 6      | 10       |
| 1996/1997 | Енисей (Красноярск)        | 27     | 21     |       | 21     | 50       |
| 1997/1998 | Енисей (Красноярск)        | 29     | 19     |       | 19     | 20       |
| 1998/1999 | Енисей (Красноярск)        | 28     | 12     |       | 12     | 10       |
| 1999/2000 | Ракета (Казань)            | 27     | 26     | 7     | 33     | 20       |
| 2000/2001 | Ракета (Казань)            | 26     | 13     | 6     | 19     | 0        |
| 2001/2002 | Ракета (Казань)            | 28     | 27     | 8     | 35     | 10       |
| 2002/2003 | Ракета (Казань)            | 3      | 2      | 0     | 2      | 0        |
|           | Сибскана-Энергия (Иркутск) | 16     | 8      | 2     | 10     | 0+К      |
| 2003/2004 | Зоркий (Красногорск)       | 23     | 15     | 6     | 21     | 0        |
| 2004/2005 | Сибскана-Энергия (Иркутск) | 24     | 12     | 4     | 16     | 40       |
| 2005/2006 | СКА-Забайкалец (Чита)      | 22     | 16     | 3     | 19     | 45       |
| 2006/2007 | Енисей (Красноярск)        | 30     | 17     | 1     | 18     | 5        |
| 2007/2008 | Лесохимик (Усть-Илимск)    | 27(1)  | 18(2)  | 4(0)  | 22(2)  | 20(0)    |
| Всего     | 17 чемпионатов             | 436(1) | 252(2) | 41(0) | 293(2) | 300(0)+К |

Примечание: Статистика голевых передач ведется с сезона - 1999/2000.

### В чемпионатах России забивал мячи в ворота 29 команд
```
 1.Уральский трубник = 22 мяча 16-17.Динамо-Казань =  7
 2.Маяк              = 19      16-17.Металлург Бр  =  7
 3.Сибсельмаш        = 15      18-21.Вымпел        =  6
 4.СКА-Свердловск    = 14      18-21.Кузбасс       =  6
 5.Агрохим           = 13      18-21.Юность Ом     =  6
 6-10.Байкал-Энергия = 12      18-21.Енисей        =  6
 6-10.Саяны          = 12      22-24.Шахтёр Л-К    =  5
 6-10.Север          = 12      22-24.Водник        =  5
 6-10.Родина         = 12      22-24.Строитель С   =  5
 6-10.Старт          = 12      25.СКА-Забайкалец   =  4(2)
11.Локомотив Ор      = 11      26.Лесохимик        =  3
12.Динамо М          = 10      27-29.Восток        =  1
13.СКА-Нефтяник      =  9      27-29.Заря Н        =  1
14-15.Зоркий         =  8      27-29.БСК           =  1
14-15.Волга          =  8
```

### В чемпионатах России количество мячей в играх
по 1 мячу забивал в 128 играх

по 2 мяча забивал в 31 игре
 
по 3 мяча забивал в 14 играх
 
по 4 мяча забивал в 5 играх

Свои 252 мяча забросил в 178 играх, в 258 играх мячей не забивал.